# Atentado de Barsalogho de 2024
Un ataque perpetrado el 24 de agosto de 2024 por militantes de Jama'at Nasr al-Islam wal-Muslimin (JNIM), una organización yihadista vinculada a Al Qaeda, mató a cientos de soldados de las Fuerzas Armadas de Burkina Faso, así como a civiles que estaban cavando trincheras defensivas  en el departamento de Barsalogho, en el norte de Burkina Faso. El ataque forma parte de una insurgencia yihadista en curso en Burkina Faso y el Sahel. Fue el ataque más mortífero en la historia del país.

## Antecedentes
Desde agosto de 2015, se desarrolla elconflicto civil entre el Gobierno de Burkina Faso y rebeldes islamistas ha matado al menos a 10.000 civiles y combatientes y ha desplazado a más de 2 millones de personas. Casi la mitad del territorio está en manos de militantes vinculados a Al Qaeda. La guerra forma parte de una insurgencia más amplia en el Sahel.
En agosto de 2024, los yihadistas comenzaron a acercarse a la ciudad de Kaya, en el departamento de Barsalogho, que representaba la última línea defensiva entre los militantes y la capital de Burkina Faso, Uagadugú. En previsión de un ataque, las Fuerzas Armadas de Burkina Faso reclutaron a residentes cercanos para cavar trincheras defensivas alrededor de la ciudad de Barsalogho, a unos 40 kilómetros al norte de Kaya.

## Sucesos
El 24 de agosto de 2024, entre las 09:00 y las 16:00 horas, un grupo de militantes del JNIM abrió fuego contra soldados y habitantes de la ciudad que estaban cavando trincheras defensivas para el ejército y los Voluntarios para la Defensa de la Patria (VDP). Varias decenas de personas murieron y muchos heridos fueron trasladados a un hospital en Kaya. La mayoría de las víctimas eran jóvenes residentes de la ciudad que ayudaban a los soldados a cavar trincheras. Entre las víctimas también había funcionarios locales y miembros del VDP, un grupo armado civil que apoya al ejército burkinés.  Los atacantes se apoderaron de varias armas y de una ambulancia utilizada por el ejército burkinés. El 27 de agosto, fuentes dijeron a Reuters que el ataque probablemente había matado al menos a 400 o 500 personas. Los soldados, auxiliares y apoyo aéreo burkineses respondieron al ataque, matando al parecer a varios militantes y limitando el número de bajas burkinesas.
Después del ataque, el grupo JNIM publicó varios vídeos de los cuerpos de los muertos. El líder del grupo, Iyad Ag Ghaly, afirmó que había tomado el control de un cuartel general de la milicia en Barsalogho. El JNIM mató a personas en las trincheras que estaban cavando en un esfuerzo por convertirlas en fosas comunes y afirmó que el ejército ordenó a los civiles cavar trincheras militares en un aparente acto de desesperación para contrarrestar los avances de los yihadistas.